# Značka Zlatni ljiljan
Značka Zlatni ljiljan bila je vojno odlikovanje Armije Republike Bosne i Hercegovine za vreme rata u Bosni i Hercegovini. Dodeljivalo se vojnicima i oficirima za ukupan doprinos u oružanim dejstvima Armije RBiH i ličnu hrabrost ispoljenu prilikom tih dejstava. Zlatnim ljiljanom su ukupno odlikovane 1.733 osobe.
Odlikovanje je počelo da se dodeljuje leta 1992. godine i u početku je bilo najviše ratno priznanje, dok odlukom Predsedništva RBiH od 14. aprila 1994. ovo mesto nije preuzeo Orden heroja oslobodilačkog rata, a Zlatni ljiljan zauzeo drugo mesto u važnosnom redu odlikovanja Republike BiH. Odlikovanje je zvanično prestalo da postoji 21. maja 2003. godine, kada je reorganizovan sistem odlikovanja u Federaciji Bosne i Hercegovine u koju je Republika BiH prethodno unela svoj sistem odlikovanja. Premda je u početku kratko vremena dodeljivano i kao kolektivno odlikovanje, ubrzo je ova mogućnost ukinuta i značka Zlatni ljiljan je ustoličena kao isključivo vojno individualno odlikovanje.
Ideja i motiv prilikom kreiranja odlikovanja su nađeni u heraldičkoj tradiciji srednjovekovne Bosne gde je heraldički ljiljan imao prominentnu ulogu. Usvajanje odlikovanja sa ovim motivom kao najvećeg ratnog odlikovanja je, uz motiv heraldičkog ljiljana na zastavi i grbu Republike Bosne i Hercegovine, igrao važnu ulogu u prevrednovanju ovog iz prva politički neutralnog simbola u jedan od nacionalnih simbola bošnjačkog naroda. Tokom trajanja rata, bošnjačka medijska propaganda je za vojnike Armije RBiH učestalo upotrebljavala termine [naši] „ljiljani“ i „zlatni ljiljani“, kao glorifikaciju njih i njihovih borbenih dostignuća, a uvek u kontekstu izrazito negativnog označavanja protivničke strane i njene vojske.
Iako je počeo da se dodeljuje leta 1992. godine, izgled samog odlikovanja nije iz prva bio čvrsto definisan, tako da su u toku rata postojale tri verzije odlikovanja, s tim da je definitivna verzija izgleda usvojena 25. novembra 1995. godine. U Federaciji Bosne i Hercegovine se 9. maj nezvanično slavi kao „Dan Zlatnih ljiljana“, a naziv ovog ordena je poneo i veliki broj ulica u gradovima ovog bosanskohercegovačkog entiteta. Nosioci značke Zlatni ljiljan uživaju različite vrste pogodnosti u društvu Federacije BiH.

## Istorijat

### Kontekst i motivi nastanka
Nastanak odlikovanja Zlatni ljiljan je, kao i u slučaju većine ostalih odlikovanja koje je stvorila i dodeljivala Armija Republike Bosne i Hercegovine, lociran u vreme raspada SFRJ i početka rata u Bosni i Hercegovini. Kao i u svim vojskama sveta, osmišljavanje i dodeljivanje odlikovanja je, kao bitan motivacioni faktor, uvedeno u svrhu optimizacije i povećanja ljudskog potencijala vojske. U slučaju Oružanih snaga RBiH, potreba da se ratni doprinos, što pojedinaca što koletiva, adekvatno prizna i valorizuje se pojavila u samoj prvoj fazi rata u BiH i početnom stupnju organizacije vojske. Suočena sa dosta nadmoćnijim neprijateljem i brojnim organizacionim poteškoćama, u borbi za sam fizički opstanak i u nedostatku materijalne podrške za vođenje rata, ljudstvo je za Oružane snage RBiH dugo vremena bio jedini faktor na kog se ozbiljno moglo računati. Želja da se što više ojača volja i borbeni moral ljudstva kao glavnog faktora na kog se u ovoj fazi rata moglo osloniti putem ratnih odlikovanja, bio je jasan motiv rukovodeće i komandne strukture za njihovo uspostavljanje. Nakon određenih pojava stihijnosti, lutanja i nejasnoća vezanih za nivo nadležnosti dodeljivanja i za same kriterije, značka Zlatni ljiljan je prihvaćena kao najviše ratno priznanje za pripadnike Armije RBiH leta 1992. godine. Ekvivalent značci za pripadnike Ministarstva unutrašnjih poslova RBiH je bila Zlatna policijska značka.
Tvorci kako ideje, tako i sintagme „zlatni ljiljan“ su bili istoričar i profesor starog veka na Filozofskom fakultetu u Sarajevu Enver Imamović i sarajevski umetnički dizajner Zvonimir Bebek. Naime, obojica su još tokom 1991. godine bili deo šireg tima stručnjaka koji je bio sazvan i kreirao buduće nove državne simbole Republike Bosne i Hercegovine, a početkom rata ova dvojica su samoinicijativo, pored izvesnih malih promena na kasnije usvojenim državnim simbolima RBiH, kreirali i predloge za vojna obeležja Armije RBiH (grb, zastavu i činove), te predloge za različita vojna odlikovanja, među kojima i za „Zlatni ljiljan“. Ceo posao su okončali početkom maja 1992. godine, i ove dostavili u formi elaborata Predsedništvu RBiH. Predlog za uvođenje Zlatnog ljiljana kao odlikovanja je sredinom 1992. dao Generalštab Armije RBiH u sastavu: Stjepan Šiber, Sefer Halilović, Rifat Bjelajac i Jovan Divjak. Na sednici Predsedništva održanoj 1. avgusta 1992. godine predlozi za vojna obeležja ARBiH su usvojena, a od predloženih vojnih odlikovanja jedino je Imamovićev i Bebekov predlog „Zlatnog ljiljana“ ušao u proceduru za usvajanje i postao zvanično odlikovanje koje se dodeljuje zaslužnim borcima.
Kad je o samoj ideji reč, kako ističe kreator Enver Imamović, razlog zašto je (tada) odabran ljiljan je ležao u želji da ovaj poznati i omiljeni simbol Bosne iz srednjeg veka postane simbol naroda i savremene BiH u modernom dobu, a osmišljavanjem pojma „zlatni ljiljan“ ovu želju se dodatno htelo potcrtati i naglasiti.

### Istorija upotrebe
Prvi Zlatni ljiljani su počeli da se dodeljuju već u junu/julu mesecu 1992. godine, a u skladu sa „Pravilnikom o stimulativnim mjerama u Oružanim snagama RBiH 1992.“, te kasnijim „Pravilnikom o dodjeli ratnog priznanja Zlatni ljiljan“ od 1. oktobra 1992. Istodobno sa počecima dodeljivanja Zlatnog ljiljana kao individualnog priznanja, u Štabu vrhovne komande Oružanih snaga RBiH (ŠVK OSRBiH) se, premda sa dosta oklevanja, razmatrala mogućnost da se ovo individualno odlikovanje otvori i za odlikovanje ratnog doprinosa celih kolektiva. Naime do tada, osim standardne forme pohvala jedinicama za borbene rezultate, neka viša forma konkretnog i zvaničnog ratnog priznanja za kolektive nije postojala. Svojevrsna prelazna forma i prvi pokušaj artikulisanja dodeljivanja ratnog priznanja kolektivima se dogodila avgusta meseca 1992. kada je načelnik ŠVK OSRBiH Sefer Halilović sa 17 Zlatnih ljiljana nagradio pripadnike specijalne jedinice „Osa“ i istom naredbom doneo odluku da će ubuduće ova jedinica nositi naziv „Osa — Zlatni ljiljani“. Nešto više od mesec dana nakon donošenja ove prelazne forme, pomenutim Pravilnikom od 1. oktobra, Zlatni ljiljan je ustanovljen kao najveće individualno i kolektivno ratno priznanje koje se dodeljuje pripadnicima OSRBiH i građanima RBiH od Načelnika ŠVK OSRBiH. Istog dana kada je donet ovaj pravilnik Zlatni ljiljan je i prvi put dodeljen kao najveće kolektivno priznanje. Odlikovanje je ponela Profesionalna vatrogasna brigada Grada Sarajeva. Pet dana kasnije, 6. oktobra, Gardijska brigada „Delta“ je kao prva jedinica u sastavu Armije RBiH, za uspešnu odbranu Hrasnog brda istog dana ponela ovo odlikovanje. Ova jedinica je ujedno bila i poslednja koja je ponela ovo kolektivno znamenje, jer je već novim „Pravilnikom o priznanjima i stimulativnim mjerama“ kojeg je decembra 1992, na osnovu ovlašćenja koje je dobio Predsedništva RBiH, doneo ministar odbrane RBiH ukinuta mogućnost kolektivnog dodeljivanja i ovo odlikovanje ustanovljeno kao isključivo individualno ratno priznanje.

Konačno uobličavanje norme dodele ratnih priznanja, time i značke Zlatni ljiljan, usledilo je objavljivanjem „Pravilnika o priznanjima i stimulativnim mjerama Oružanih snaga RBiH“ od 31. decembra 1994. godine. Ovim pravilnikom su definisani uslov i način dobijanja odlikovanja, način dodele i dr. Tako se u članu 1. Pravilnika navodi:
Takođe, Pravilnik je predviđao mogućnost posthumnog dodeljivanja, posebno uverenje o priznanju koje je išlo uz odlikovanje, kao i naknadu od 500 DM dobitniku ovog ratnog priznanja.
Inače, uz pomenuti Pravilnik, istovremeno je doneta i „Odluka o dodjeljivanju ordena i medalja za pripadnike Armije RBiH“. Ovoj odluci prethodila je 246. sednica Predsedništva RBiH održana 14. aprila 1994. godine — u sastavu: Predsednik Predsedništva Alija Izetbegović, članovi Predsedništva Mirko Pejanović, Stjepan Kljujić, Ivo Komšić, premijer Vlade Haris Silajdžić, predstavnik Vijeća građana Skupštine RBiH Abdulah Konjicija, komandant Vrhovnog štaba Oružanih snaga RBiH Rasim Delić, generalni sekretar Predsedništva RBiH Zdravko Đuričić i ministar odbrane Hamdija Hadžihasanović — dan uoči obeležavanja druge godišnjice Armije RBiH, kada je, na inicijativu Ministarstva odbrane, jednoglasno, uz kratku raspravu, usvojen Prijedlog Uredbe sa zakonskom snagom o odlikovanjima RBiH i Prijedlog odluke o dodjeli odlikovanja povodom Dana Armije.

Važnost ovih odluka za istoriju Zlatnog ljiljana je bila ta što se tada razmatralo njegovo ukidanje, usled novog političkog konteksta. Naime, neposredno nakon potpisivanja Vašingtonskog sporazuma 14. marta 1994. godine između Republike Bosne i Hercegovine i Republike Hrvatske, kojim je okončan hrvatsko—bošnjački sukob u BiH, u Sarajevu je već 30. marta održana konstituirajuća sednica Ustavotvorne skupštine i usvojen Ustav Federacije BiH. Usled ovih događaja, prilikom donošenja Uredbe o odlikovanjima predlagano je da se iz predloga izbače priznanja koja neće prihvatiti budući partneri iz hrvatske vojne komponente, uključujući i Zlatni ljiljan. Bošnjačko rukovodstvo je raspravljalo da li da od postojećih odlikovanja usvoji samo Orden heroja oslobodilačkog rata, Orden zlatnog grba sa mačevima, Orden za vojne zasluge sa zlatnim mačevima i Medalju za hrabrost, a ukine sva ostala odlikovanja prvog ranga. Razmatranje je uz podršku Mirka Pejanovića prekinuo ministar odbrane Hamdija Hadžihasanović sa komentarom:
| „ | Mi ocjenjujemo da je sazrelo vrijeme, prošle su dvije godine, da ova država ima i svoja odlikovanja. Ljudi od struke su predložili ovaj tekst, obrađivači su bili oni najbolji koje smo imali: dr. Kasim Trnka vodio je ekipu. Mi predlažemo da se prihvati sve. Ovo je široka lepeza, pa vi odlučite poslije šta ćete koristiti. | ” |

Tako je jednoglasnom odlukom doneta pomenuta Uredba, kojom su za pripadnike Armije RBiH prihvaćena sledeća odlikovanja prvog ranga: Zlatni ljiljan, Orden slobode, Orden heroja oslobodilačkog rata, Orden oslobođenja, Orden zlatnog grba s mačevima, Orden zlatnog ljiljana sa zlatnim vijencem, Orden zlatnog ljiljana sa srebrenim vijencem, Medalja pobjede, Medalja za hrabrost, Medalja otpora i Medalja za vojne zasluge. Tada je ovom Uredbom i dotadašnji naziv odlikovanja »značka Zlatni ljiljan« preimenovan u »Orden Zlatnog ljiljana sa lentom«, premda će se u potonjim pravnim aktima koji su donošeni ovo odlikovanje i dalje referisati i označavati kao »značka Zlatni ljiljan«. Inače je na ovoj sednici Predsedništva od 14. aprila, na insistiranje Alije Izetbegovića i Stjepana Kljujića, odlučeno da Orden heroja oslobodilačkog rata postane najviše ratno priznanje Armije RBiH, čime je zamenio značku Zlatni ljiljan na prvom mestu u važnosnom redu odlikovanja. Ovim ordenom je odlikovano samo 9 boraca ARBiH, svi posthumno.
Tako, pošto sama Federacija BiH u trenutku svog osnutka, nije usvojila svoja originalna odlikovanja, posebnim zakonom je priznato pravo odlikovanima na temelju odlikovanja koje je dodeljivalo kako Predsedništvo RBiH, tako vlasti Republike Hrvatske pripadnicima Hrvatskog vijeća odbrane (HVO). U ovakvom sistemu rangiranja značka Zlatni ljiljan je izjednačena sa hrvatskim Ordenom Hrvatskog trolista. Ovakvo stanje je opstalo sve do 21. maja 2003. kada je reorganizovan sistem odlikovanja usvajanjem novog Zakona o odlikovanjima FBiH, pri čemu se značka Zlatni ljiljan više nije našla među odlikovanjima FBiH, tj. ukinuta je.
Kao već pomenuto, ekvivalent za pripadnike MUP-a RBiH znački Zlatni ljiljan je bila Zlatna policijska značka, jer je prva bila rezervisana samo za pripadnike Oružanih snaga RBiH. Funkciju svojevrsne zaštite simboličke vrednosti Zlatnog ljiljana je imao Ratno priznanje Srebrni štit koje je, upravo za razliku od odnosnog, bio isključivo dodeljivan civilnim osobama i organizacijama. Drugu stepenicu u „zaštiti“ Zlatnog ljiljana je igrala značka Ljiljan zahvalnosti jer je za razliku od potonje ona dodeljivana kolektivima — nevojnim organizacijama i pojedincima na osnovu mišljenja više instance.
Kad je reč o samoj praksi dodeljivanja, ona je evoluirala u toku trajanja rata. Dok je na samom početku postojalo izvesna nejasnoća i lutanje po pitanju samih kriterija za odlikovanje i nadležne instance koja je vršila ovu dužnost, u kasnijem toku rata predlozi o imenovanjima su prema proceduri dolazili od nižih formacija (vod, četa, bataljon, brigada) prema Regionalnim štabovima (kasnije Korpusima), što je potvrđivao Glavni štab Armije RBiH. U periodu od 1992. do 1996. godine dodeljena su 1733 Zlatna ljiljana.

## Opis
Premda je značka Zlatni ljiljan uvedena leta 1992. godine kao odlikovanje, njen izgled nije bio definisan. Tako su od njenog uvođenja postojale tri verzije ove značke.
Prva verzija, koja je počela da se dodeljuje avgusta 1992, je ličila Ljiljanu zahvalnosti, samo bez dragog kamenja. Ovu verziju je u kutiji sa tekstom »15.4.92 - 15.4.93« dodeljivalo predsedništvo RBiH na predlog načelnika Štaba vrhovne komande Sefera Halilovića.
U razdoblju 1995/1996. dodeljivana je još jedna verzija značke, koja premda je dodeljivana u ovo vreme kada je zvanično usvojena nova, treća verzija i dalje od Generalštaba verifikovana kao jednakovredna.

Treća i konačna verzija značke Zlatni ljiljan je usvojena 25. novembra 1995. godine kroz „Uputstvo o Ratnom priznanju značka „Zlatni ljiljan““. Ovu verziju je izradio tim za vizualni identitet pri Generalštabu Armije RBiH, na čelu sa Dževadom Hozom, predsednikom Komisije koja je radila na usvojenom predlogu. Poslednja verzija Ratnog priznanja značke Zlatni ljiljan se sastojala od značke i povelje. Navedeno Uputstvo je izgled značke definisalo sledeće:
Povelja je izrađena ofset štampom (eng. offset) u dominirajućem zelenom tonu, dimenzija 35 x 25 cm. Na povelji je, na desnoj strani, prikaz kamene podloge, s vertikalno rastavljenom pletenicom s upletenim cvetom ljiljana. Povelju potpisuje komandant Generalštaba Armije. Povelja je mogla biti dodijeljena i postumno, ali tada je prikaz pletenice s leve strane.
Ratno priznanje značka Zlatni ljiljan može nositi samo odlikovani pripadnik oružanih snaga, u određenim svečanim prilikama, na levoj strani grudi. Promet tim priznanjem nije dopušten, a nije dopuštena ni izrada kopija ili minijatura.

## U kulturi
Odabirom odlikovanja koji je kao motiv imao heraldički ljiljan iz srednjeg veka za svoje najviše ratno priznanje, a koji se koristio i na državnim obeležjima RBiH, ovaj prethodno, pre izbijanja rata, posve politički neutralan simbol je tako od strane bošnjačke strane počeo da se etnicizira i iz svoje, a i iz perspektive druge dve bosanskohercegovačke nacije, biva pretvaran u ekskluzivno bošnjački nacionalni simbol.
Tokom rata u BiH, bošnjački mediji kao novine „Oslobođenje“, te Stranci demokratske akcije bliski listovi „Ljiljan“ i „Muslimanski glas“, u svojim pisanjima i propagandi, oslanjajući se na državnu i vojnu heraldiku RBiH kao i na najviše vojno odlikovanje njene vojske, borce vlastite strane nazivaju „ljiljanima“ i „zlatnim ljiljanima“, uzdižući i glorifikujući njihovu borbu i ratne podvige, uvek u kontekstu i uz negativno označavanje suparničke strane — „četnika, srpskih nacista“ [Oslobođenje], „četničkih hordi, srpskih zlikovaca i pljačkaša, srpskih hulja, psihopata, frustraša“ [radikalniji Ljiljan i Muslimanski glas].
U Federaciji Bosne i Hercegovine se danas 9. maj, osim toga što se zvanično slavi kao Dan pobjede nad fašizmom, nezvanično slavi i kao „Dan Zlatnih ljiljana“. Obeležava se različitim manifestacijama komemorativnog karaktera u čast nosilaca vojnog odlikovanja. Nakon rata brojni toponimi (ulice, trgovi, aleje) u gradovima u Federaciji BiH su poneli naziv „Ulica Zlatnih ljiljana“. Ovaj naziv je postao toliko učestao da je, pored naziva „Omladinska ulica“, „Ulica Zlatnih ljiljana“, prema pisanju Nezavisnih novina od 2007. godine, drugi najučestaliji naziv za ulicu u Federaciji BiH.

## Nosioci Zlatnog ljiljana
Položaj i prava nosilaca značke Zlatni ljiljan je, zajedno sa nosiocima drugih odlikovanja Armije RBiH, MUP-a RBiH i HVO-a, uređen „Zakonom o posebnim pravima dobitnika ratnih priznanja i odlikovanja i članova njihovih porodica“ Federacije BiH od 15. decembra 2005. godine. Zakonom su regulisane različite beneficije koje dobija nosilac, kao i njegova porodica (bračni drug, deca, roditelji), a pod njima se podrazumeva povlašćen položaj pri zapošljavanju, prioritet upisa u obrazovne institucije i besplatni udžbenici, zdravstvenu zaštitu, podizanje nadgrobnog spomenika u slučaju smrti i ukop na mestima gde su sahranjene zaslužne ličnosti, povoljnije uslove penzionisanja, pravo na mesečni novčani dodatak (čija se visina određuje Zakonom o budžetu svake godine) i dr. Položaj i prava boračke populacije u FBiH, a među njima i nosilaca Zlatnog ljiljana, su osim ovim, uređena i različitim drugim zakonima i drugim pravnim aktima.
Pojedini nosioci Zlatnog ljiljana su od pravosudnih organa u BiH optuženi za ratne zločine i zločine protiv čovečnosti nad srpskim civilima i zarobljenim pripadnicima Vojske Republike Srpske tokom rata u BiH. Procesi su još uvek u toku [stanje oktobra 2018].

### Poznati nosioci
Neki od nosilaca značke Zlatni ljiljan su postali poznati široj javnosti, što za vreme rata, što kasnije kao javni delatnici. Sledi spisak par poznatih nosilaca:
- Željko Komšić — bosanskohercegovački političar, član Predsedništva Bosne i Hercegovine iz reda hrvatskog naroda. Ratno priznanje Zlatni ljiljan je dobio 1995. godine kao pripadnik 101. brdske brigade 1. korpusa ARBiH.[70]
- Izet Nanić — brigadni general, komandant 505. bužimske viteške brigade 5. korpusa Armije RBiH. Značka Zlatni ljiljan mu je dodeljena 1994. godine.[71]
- Nezim Muderis Halilović — bosanskohercegovački imam, trenutni rukovodilac Ureda za hadž Rijaseta Islamske zajednice u Bosni i Hercegovini kao i hatib džamije „Kralj Fahd“ u Sarajevu. Široj javnosti poznat po svojim kontroverznim govorima. Halilović je značku Zlatni ljiljan dobio 1994. godine kao pripadnik 4. muslimanske lahke brigade 4. korpusa ARBiH.[72]
- Sead Delić — general Armije Republike Bosne i Hercegovine i Vojske Federacije Bosne i Hercegovine, poznat kao jedan od ratnih komandanta 2. korpusa Armije BiH. Odlikovan Zlatnim ljiljanom 1995. godine.[73]
- Naser Orić — komandant jedinica Armije RBiH tokom rata na području Srebrenice. Protiv Orića se novembra 2018. vodio postupak na Sudu Bosne i Hercegovine, gde je optužen za ratne zločine,[60][61] ali oslobođen je svih optužbi.[74] Odlikovan je, na predlog načelnika Štaba vrhovne komande ARBiH Sefera Halilovića, značkom Zlatni ljiljan 1. marta 1994. godine.[62]

## Napomene
1. ↑  Kako ističe istoričar Mesud Šadinlija razlozi zašto je, što sama ideja odlikovanja kolektiva što upravo kroz ovu formu ovog konkretnog odlikovanja, ovako brzo i naglo prekinuta nisu poznati. Stoga ostaju samo nagađanja zašto je ovo učinjeno; Šadinlija kao moguć razlog navodi proizvoljnost prilikom dodele, u smislu da prvi kolektiv koji je odlikovan nije bio vojni i u sastavu Armije (nego je civilna služba), a u drugom slučaju je odluka o odlikovanju doneta ad hoc u istom danu kad su se vodile borbe, bez vremenske distance nužne za valorizovanje stvarne vrednosti rezultata u borbi kao takvog, kao i u usporedbi sa rezultatima drugih jedinica Armije. Stoga ovaj istoričar zaključuje da je moguće da je na osnovu ovakve ili slične analize, unutar Štaba vrhovne komande, ili pojedinačnom načelničkom odlukom, doneta odluka da se prestane sa praksom kolektivnog odlikovanja Zlatnim ljiljanom, što je i formalno naposletku ukinuto odlukom Ministra odbrane decembra meseca.[14]

Inače je praksa kolektivnog odlikovanja jedinica u sastavu Armije RBiH ponovo pokrenuta tek aprila 1993. godine uvođenjem dvostepenog počasnog naziva „Slavna“ i „Viteška“ ispred imena počastvovane jedinice.[15]
2. ↑  Ovakav podatak je ponovljen i kroz više novinskih i članaka na internetskim portalima.[63][64][65] Pak u knjizi „MONOGRAFIJA Zlatni ljiljani i odlikovani pripadnici Armije RBiH 1992.-1995.“ iz 2000. godine, čiji su autori starešine Vojske FBiH[66], Orić nije naveden kao nosilac ovog odlikovanja.[67]
3. ↑  Pred Sudom Bosne i Hercegovine se vode [stanje oktobra 2018. godine] postupci protiv nosilaca značke Zlatni ljiljan Ahmeta Sejdića[45][46] i Edhema Godinjaka[47][48], te Fatmira Muratovića[49], Muharema Aleševića[50], Huseina Balagića[51] i Edina Domazeta[52], koji su optuženi u sklopu procesa protiv Atifa Dudakovića i drugih.[53][54] Osim njih, na kantonalnom sudu u Bihaću se vode postupci protiv Abida Ljubijankića[55][56][57] i Safeta Isakovića.[58][59]

Pred Sudom BiH se vodi i proces protiv Nasera Orića za ratne zločine.[60][61] U presudi Haškog tribunala u procesu koji se vodio protiv Orića pred ovim sudom, se navodi da mu je značka Zlatni ljiljan dodeljena 1. marta 1994. godine od strane Načelnika ŠVK ARBiH Sefera Haliovića.[62][б]

Prema reportaži Radio-televizije Republike Srpske iz 2016. godine, 14 pripadnika jedinice El Mudžahid koja je bila u sastavu Armije RBiH, inače ozloglašenoj po ratnim zločinima nad hrvatskim civilima u selu Malina i nad zarobljenim vojnicima Vojske Republike Srpske, su odlikovani od strane generala ARBiH Sakiba Mahmuljina značkom Zlatni ljiljan. Prema priloženom originalnom dokumentu u reportaži, odlikovanje je izvršeno decembra meseca 1995. godine. 11 od pomenutih 14 odlikovanih pripadnika jedinice nije poreklom sa teritorije Bosne i Hercegovine.[68][69]

## Literatura
- 152135692  152135692
- 200069388  200069388
- Beštak, Branko (2000). „Odlikovanja u republici BiH”. Numizmatičke vijesti. Zagreb: Hrvatsko numizmatičko društvo (53): 195—207.  103662599
- Beštak, Branko; Pogačić, Siniša (2001). „Odlikovanja republike Bosne i Hercegovine”. Numizmatičke vijesti. Zagreb: Hrvatsko numizmatičko društvo (54): 210—237.  103662599
- 103662599
- 66160140
- 157031436  157031436
- 87295490
- 12069894